# Aeroport Internacional de Chubu
L'Aeroport Internacional de Chubu (codi IATA: NGO, codi OACI: RJGG) (en japonès: 中部国際空港, Chūbu Kokusai Kūkō) és un aeroport situat en una illa artificial a la badia d'Ise, dins els dominis de la ciutat de Tokoname i a 35 km al sud de Nagoya.